# Bosque (Bergondo)
Bosque (en gallego y oficialmente, O Bosque) es una aldea española, actualmente despoblada, que forma parte de la parroquia de Cortiñán, del municipio de Bergondo, en la provincia de La Coruña.

## Demografía
| Gráfica de evolución demográfica de O Bosque entre 2000 y 2018 |
|                                                                |
| Datos según el nomenclátor publicado por el INE.               |